# مارگارت باواریا
مارگارت باواریا (انگلیسی: Margaret of Bavaria؛ 1363 – 23 january ۱۴۲۴ (۶۰−۶۱ سال))همسر جان نترس و پنجمین فرزند آلبرت ،دوک باواریا بود. او از ۱۴۰۴–۱۴۱۹ در غیبت همسرش نایب‌السلطنه کشورهای پایین بورگوندی بود و از ۱۴۲۹–۱۴۲۳ در نبود پسرش نایب السطنه بورگوندی فرانسه بود.